# ترتة التلال
تُرتة التلال أو تُرتة الثلاث تلال (بالإيطالية: “three mountain cake”)‏ هي كعكة تقليدية من صنت مَرينو مصنوعة من طبقات من بَسكوت الوفل الرقيقة والمثبتة معًا بالشكلاطة أو قشدة البندق. المنتج النهائي مغطى بفُندان الشكلاط. تشبه الحلويات الأخرى ذات الطبقات الشائعة في صنت مرينو وهذا يمثل ثلاثة أبراج في سان مارينو . 